# Matija Majar
Matija Majar (7. února 1809 Görtschach – 31. července 1892 Praha), používající přízvisko Zilský (slovinsky Ziljski), byl slovinský římskokatolický kněz a národní obrozenec.

## Život
Majar se narodil ve vesnici Görtschach (slovinsky Goriče, dnes součást Hermagor-Pressegger See) v údolí řeky Gail (slovinsky Ziljska dolina) v jižních Korutanech. Během studií v Klagenfurtu jej ovlivnil slovinský národní buditel a kněz Anton Martin Slomšek.
Působil jako katolický kněz ve Slovinci obývaných korutanských farnostech. Roku 1837 se vrátil do Klagenfurtu a v roce 1843 se stal kaplanem tamní katedrály. Během tohoto období se stýkal se slovinskými obrozenci.
Jeho významným politickým činem bylo zformulování požadavku na sjednocení Slovinců z různých zemí během revolučního roku 1848. Ten se stal základem programu označovaného jako Sjednocené Slovinsko.
Po roce 1867 se plánoval přestěhovat do Oděsy, kde dostal nabídku být učitelem, jeho pobyt však nebyl schválen ruskými úřady.
Majar měl silné vazby na Čechy. Byl v kontaktu s Boženou Němcovou. V závěru života, kdy trpěl oční nemocí, žil v Praze, kde také zemřel. Pochován je na Olšanských hřbitovech.